# کوین هانسن
کوین هانسن (انگلیسی: Kevin Hansen؛ زادهٔ ۱۹ مارس ۱۹۸۲) بازیکن والیبال اهل ایالات متحده آمریکا است.
هانسن از سال ۲۰۰۵ تا ۲۰۰۱ عضو تیم ملی والیبال ایالات متحده آمریکا بود. او در المپیک ۲۰۰۸ به همراه دیگر بازیکن‌ها با آمریکا به مدال طلا رسید. کوین هانسن در دانشگاه استنفورد درس خود را در رشته اقتصاد به پایان رسانید و همچنین عضو تیم دانشگاه بود.